# البهائية في كوستاريكا
يبدأ الدين البهائي في كوستاريكا عندما يذكره عبد البهاء كواحد من الأماكن التي ينبغي للبهائيين أن يأخذوا دينهم إليها في عام 1919. ومع ذلك، بدأ الرواد الأوائل في الاستقرار في ساحل ريكا في عام 1940 وسرعان ما تبع ذلك انتخاب أول جمعية روحية محلية للبهائيين في سان خوسيه في أبريل 1941. تم انتخاب الجمعية الروحية الوطنية لأول مرة في عام 1961. اعتبارًا من عام 2009، تشير المصادر البهائية إلى أن المجتمع الوطني يضم شعوبًا وقبائل مختلفة وأكثر من 4000 عضو نظموا مجموعات في أكثر من 30 موقعًا في جميع أنحاء البلاد. تقدر جمعية أرشيف بيانات الأديان (التي تعتمد بشكل أساسي على الموسوعة المسيحية العالمية) عدد البهائيين بحوالي 13000 في عام 2005.

## ما قبل التاريخ

### ألواح عبد البهاء للخطة الإلهية
كتب عبد البهاء، ابن مؤسس الدين، سلسلة من الرسائل، أو الألواح، إلى أتباع الدين في الولايات المتحدة في عامي 1916 و1917؛ وقد تم تجميع هذه الرسائل معًا في كتاب ألواح الخطة الإلهية، كانت اللوحة السادسة هي الأولى التي تذكر مناطق أمريكا اللاتينية، وقد كتبت في 8 أبريل/نيسان 1916، ولكن تأخر تقديمها في الولايات المتحدة حتى عام 1919—بعد نهاية الحرب العالمية الأولى ووباء الإنفلونزا الإسبانية، تمت ترجمة اللوح السادس وتقديمه من قبل ميرزا أحمد سهراب في 4 أبريل 1919، ونشر في مجلة نجم الغرب في 12 ديسمبر 1919. وبعد أن أشار إلى ضرورة زيارة رسالة الدين إلى بلدان أمريكا اللاتينية، تابع عبد البهاء:
... بعد أن انفصلوا عن راحة العالم وهدوءه، فقد ينشأون ويسافرون عبر ألاسكا، وجمهورية المكسيك، وجنوب المكسيك في جمهوريات أمريكا الوسطى، مثل غواتيمالا، وهندوراس، والسلفادور، ونيكاراغوا، وكوستاريكا، وبنما، وبليز،..
وبعد صدور الألواح البهائية، وفي وقت وفاة عبد البهاء عام 1921، بدأ عدد قليل من البهائيين الآخرين في الانتقال إلى أمريكا اللاتينية أو على الأقل زيارتها.

### خطة السنوات السبع والعقود التالية
كتب شوقي أفندي، الذي تم تعيينه خليفة لعبد البهاء، برقية في الأول من مايو عام 1936 إلى المؤتمر البهائي السنوي للولايات المتحدة وكندا، وطلب البدء في التنفيذ المنهجي لرؤية عبد البهاء. وكتب في برقيته:

نداء إلى الوفود المجتمعة للتأمل في النداء التاريخي الذي أطلقه عبد البهاء في ألواح الخطة الإلهية، نحثّ على إجراء مداولات جادة مع المجلس الوطني القادم لضمان تنفيذه بالكامل. القرن الأول من العصر البهائي يُشرف على نهايته. البشرية تدخل أطرافها الخارجية في أخطر مرحلة من مراحل وجودها. فرص هذه الساعة ثمينة للغاية. نسأل الله أن تحتضن كل ولاية في الجمهورية الأمريكية وكل جمهورية في القارة الأمريكية، قبل نهاية هذا القرن المجيد، نور دين بهاء الله، وأن تُرسي الأساس الهيكلي لنظامه العالمي.

وبعد برقية الأول من مايو/أيار، جاءت برقية أخرى من حضرة شوقي أفندي في 19 مايو/أيار تدعو إلى إنشاء رواد دائمين في جميع بلدان أمريكا اللاتينية. وقد تم تعيين المجلس الروحي الوطني البهائي للولايات المتحدة وكندا لجنة مشتركة بين الأمريكتين لتتولى مسؤولية الاستعدادات. خلال مؤتمر البهائيين في أمريكا الشمالية عام 1937، أرسل شوقي أفندي برقية ينصح فيها المؤتمرين بإطالة مداولاتهم للسماح للمندوبين والجمعية الوطنية بالتشاور حول خطة من شأنها تمكين البهائيين من الذهاب إلى أمريكا اللاتينية بالإضافة إلى تضمين استكمال الهيكل الخارجي لبيت العبادة البهائي في ويلميت، إلينوي. في عام 1937، أعطت الخطة السبعية الأولى (1937–1944)، وهي خطة دولية صممها شوقي أفندي، البهائيين الأميركيين هدف إقامة الدين البهائي في كل دولة في أميركا اللاتينية. مع انتشار البهائيين الأمريكيين، بدأت المجتمعات والجمعيات البهائية تتشكل في عام 1938 في جميع أنحاء أمريكا اللاتينية.

## التطورات في كوستاريكا

### الوافدون الأوائل
في مارس 1940، جاءت جايل وولسون من الولايات المتحدة كأول رائدة تستقر في كوستاريكا. انضمت إليها ألماليا فورد قبل أبريل عندما أقاموا، إلى جانب أربعة من مواطني كوستاريكا، حفل تأبين لوفاة ماي ماكسويل. كان هناك أربعة كوستاريكيين اعتنقوا الدين بحلول أغسطس 1940. وفي أكتوبر 1940 تمكنت المجموعة من طباعة ترجمة كتيب ألفه شوقي أفندي يصف الدين. بحلول شهر مارس من عام 1941 كان هناك 10 بهائيين في سان خوسيه وتمكنوا من انتخاب أول جمعية روحية محلية في سان خوسيه في أبريل من عام 1941 وبحلول شهر نوفمبر تم تأسيس مجموعة دراسية في مقاطعة بونتاريناس.

### الاهتمام والحركة الأوسع
بعد البدء في وضع الخطط في يناير 1941 لبث إذاعي من قبل شركة فورد لتغطية أمريكا الوسطى والجنوبية، تم إنجاز البث بنجاح في 26 نوفمبر 1941. بحلول يونيو 1942، كانت المجلات في كوستاريكا تنشر قصصًا عن الدين بما في ذلك ريبيرتوريو أمريكانو لخواكين غارسيا مونج [الإنجليزية]. بعد وصوله لأول مرة إلى بنما في يناير 1940 وعمل لفترة في سان سلفادور بدأ جون آيشيناور نشاطه الرائد في كوستاريكا بدءًا من أكتوبر 1941 لفترة من الوقت، وتم تغطية أنشطته في الصحف المحلية قبل أن ينتقل إلى هندوراس في عام 1942. تم تجنيده في يونيو 1943 وغادر المنطقة. وفي وقت لاحق، لعب آيخناور دورًا مهمًا في إعادة تطوير الديانة البهائية في ألمانيا. بعد التحولات الأولى في يناير 1942 وفي أبريل 1943 تم انتخاب جمعية في بونتاريناس وبحلول يونيو بدأت مجموعة لدراسة الدين في مقاطعة ألاخويلا.

### الاتصالات مع أمريكا اللاتينية
عُقد مؤتمر لعموم أمريكا في عام 1944، وكان راؤول كونتريراس هو المندوب من كوستاريكا. وفي الوقت نفسه، كان جيراردو فيغا، من كوستاريكا، أول مواطن من أمريكا اللاتينية يصبح رائداً عندما بدأ العمل في بنما. بعد عام 1946 أصبح وولسون أكثر مشاركة في التطورات في بنما وتم تعيين لجنة إقليمية للإشراف على بنما وكوستاريكا ونيكاراغوا. في يناير 1947 استضافت مدينة بنما المؤتمر الأول لدول شمال أمريكا اللاتينية لبناء وعي جديد بالوحدة بين البهائيين في أمريكا الوسطى والمكسيك وجزر الهند الغربية لتركيز الطاقات من أجل انتخاب جمعية وطنية إقليمية. وكان أعضاؤها هم جوزي أنطونيو بونيلا، ومارسيا ستيوارد، وناتاليا شافيز، وجيراردو فيجا، وأوسكار كاسترو. بحلول يوليو 1947، تم تعيين رائدة كوستاريكا مارسيا ستيوارد أمينة للجنة والمسؤولة عن التخطيط لإصدار مجلة دورية للمنطقة. سيكون السكرتير المسؤول عن هذا المنشور هو جييرمو أرياس. وبأثر رجعي، كان الهدف المعلن للجنة هو تسهيل التحول في توازن الأدوار من التوجيه في أمريكا الشمالية والتعاون في أمريكا اللاتينية إلى التوجيه في أمريكا الشمالية والتعاون في أمريكا اللاتينية. وكانت العملية جارية على قدم وساق بحلول عام 1950، وكان من المقرر تنفيذها حوالي عام 1953.

### الحملة الجديدة
في مؤتمر بنما، ذكرت ستيوارد بدء حملة وطالبت بعودتها إلى كوستاريكا. وفي مايو/أيار 1947، أوضحت أنها وآخرون نشروا إعلانات في الصحف الرئيسية في عدة مدن على النحو التالي:
نحن نبحث عن أشخاص ذوي حسن النية لتنظيم مركز للدراسة والتدريس على أساس المبادئ التالية (صياغة التعاليم البهائية). وقد أصبحت هذه الحركة تضم مجموعات تابعة لها في كل البلدان الرئيسية في العالم، والتي تعمل من خلال التشاور الجماعي بين جميع أعضائها. يمكنك، دون أي التزام، أن تطلب المطبوعات وكل أنواع المعلومات عن طريق الكتابة إلى (العنوان في سان خوسيه). 
ومن هذا الإعلان جاء 45 استفسارًا. وردًا على هذه الرسائل، تم إرسال رسائل فردية مصحوبة بالكتيبات. وفي رسائل أخرى، تم بذل الجهود للإجابة على الأسئلة، وسئل السائل عما إذا كان يرغب في بدء فصل دراسي في منطقته وتلقي الأدب البهائي. وبمرور الوقت ومزيد من الاتصالات، تم إرسال المزيد من الكتب، ثم تم منحهم بطاقة إعلان، وإذا تم تسجيلهم، تم منحهم فرصة تكوين مجموعة مسجلة. وبهذه الطريقة، تم إنشاء مجموعات من البهائيين في كيبوس، وليمون، وتوريالبا، وسيوداد كيسادا، المعروف أيضًا باسم سان كارلوس، وهيريديا. في عام 1947 تم انتخاب جمعية في كيبوس على الرغم من أن الحرب الأهلية القصيرة في كوستاريكا أوقفت اجتماعاتها لفترة من الوقت. بحلول أكتوبر 1947، كانت هذه الطريقة مستخدمة في تشيلي (واستمرت على الأقل حتى عام 1966). ردت تشيلي الجميل عندما جاءت لوتشا جي دي باديا، زوجة القنصل العام السابق لتشيلي في الولايات المتحدة، إلى كوستاريكا في مايو 1948 بعد انضمامها إلى الدين بحلول يناير 1942 على الرغم من أن كوستاريكا كانت ترسل بشكل متزايد روادًا من تشيلي. ومع ذلك، كان هناك اضطراب في المجتمع مما تطلب «إعادة تنشيط» المجتمع في سان خوسيه بحلول أبريل 1950، حيث فشلت الجمعيات الأخرى في إعادة انتخابها على الرغم من استمرار اللجان الإقليمية في العمل.

### إصلاح المجتمع الكوستاريكي
جمعية روحية وطنية إقليمية لأمريكا الوسطى في عام 1951 عندما أعيد انتخاب جمعية كيبوس أيضًا. أشارت رسالة من المجلس الإقليمي إلى أنه «يُولى اهتمام كبير للتأكيد على الحاجة في جميع أنحاء المنطقة إلى فهم أعمق لإدارة الدين. ويُدرَّس للمجالس المحلية، من خلال اللجنة الوطنية للتعليم والنشرة البهائية، اكتساب مفهوم أسمى لأهميتها كهيئات حاكمة. ويُهيَّأ هؤلاء تدريجيًا ولكن بثبات لإدراك أنهم ليسوا مجرد مجموعات من تسعة أشخاص يجتمعون معًا في وحدة روحية بحتة، بل تسعة أعضاء في هيئة حاكمة، يجتمعون معًا للحفاظ على النظام والسلام في مجتمعاتهم، وحل مشاكلهم من خلال الصلاة والتشاور، وابتكار طرق ووسائل فعّالة لنشر الدين في المنطقة الخاضعة لولايتهم القضائية المباشرة.» عُقد الاجتماعان الثاني والثالث للمجلس الإقليمي في سان خوسيه. واستضافت سان خوسيه الانتخابات الثانية للجمعية الإقليمية في أبريل 1952. حضرت يد القضية دوروثي بيتشر بيكر المؤتمر. قام أحد رجال هذه القضية، وهو ذكر الله خادم، بزيارة المجتمع الإصلاحي في ليمون في عام 1953. كما اجتمعت الجمعية الإقليمية المنتخبة عام 1954 في سان خوسيه وعاد الرواد إلى بونتاريناس وهيريديا بينما تم انتخاب جمعية إسكازو مرة أخرى. في أبريل 1956، تم إدراج ألاخويلا مرة أخرى كمجتمع نشط (ولكن ليس جمعية بعد.) في عام 1958، كانت إزماريلا تومسون دي فيجا رائدة في الأراضي الريفية بالقرب من جواناكاستي. وفي يوليو 1960، انعقد المؤتمر الأخير للجمعية الإقليمية مرة أخرى في سان خوسيه.
في عام 1961 انتخب البهائيون الكوستاريكيون جمعيتهم الروحية الوطنية الخاصة بهم وكان مقرها في أوروكا. وحضر المؤتمر يد الأمر ذكر الله خادم. تألفت الجمعية المنتخبة من إستيبان كاناليس، وريتشارد ميلكوفيتش، وهمبرتو أولوا إف، وتيودور كورتازي، وأنطونيو سوتو جي، وخوسيه باركيرو، وإدجارد جوميز، وآرون بارنز، وجون روتان. لقد جاء وذهب عدد من الرواد خلال الفترة حتى الستينيات وتذبذبت أوضاع التجمعات – فقد لوحظت تجمعان في عام 1963 في إسكازو وسان خوسيه. في عام 1963، كان أعضاء الجمعية الوطنية، الذين شاركوا في أول انتخابات لبيت العدل العالمي، هم: خوسيه بالتودانو، وآرون جيه باميس، وإستيبان كاناليس، وثيودور كورتازي، وجان دوبس، وريتشارد ميركوفيتش، وجون روتان، وأنطونيو سوتو، وفيرناندو سوتو.

## المجتمع الحديث
منذ نشأتها، كان للدين دور في التنمية الاجتماعية والاقتصادية بدءًا من منح المزيد من الحرية للنساء، وترويج تعليم الإناث باعتباره أولوية، وقد تم التعبير عن هذه المشاركة عمليًا من خلال إنشاء المدارس والتعاونيات الزراعية والعيادات. ودخل الدين مرحلة جديدة من النشاط عندما صدرت رسالة بيت العدل الأعظم بتاريخ 20 أكتوبر 1983. وحث البهائيين على البحث عن طرق متوافقة مع التعاليم البهائية، والتي يمكنهم من خلالها المشاركة في التنمية الاجتماعية والاقتصادية للمجتمعات التي يعيشون فيها. في عام 1979، كان هناك 129 مشروعًا بهائيًا للتنمية الاجتماعية والاقتصادية معترفًا بها رسميًا في جميع أنحاء العالم. وبحلول عام 1987، ارتفع عدد مشاريع التنمية المعترف بها رسميا إلى 1482 مشروعا. ستجد أدناه عددًا من المشاريع الداخلية والخارجية التي شارك فيها البهائيون في كوستاريكا على مر السنين. وفي الوقت نفسه، كانت هناك تطورات في الدين بطرق أخرى أيضًا. في عامي 1984 و1985 زادت الزيارات الرسمية وشبه الرسمية من قبل الزوار المتميزين إلى المركز البهائي العالمي وشملت السفير إلى إسرائيل من كوستاريكا وفي نفس الوقت تقريبًا اجتمع موسيقيون من 14 دولة لحضور مؤتمر دولي للموسيقيين البهائيين، بما في ذلك تشارلز وولكوت، والذي كان بمثابة معرض للرقص والموسيقى الأصلية، ونصب تذكاري للبهائيين الذين يعانون من الاضطهاد وفرصة لزيارة مستشفى محلي للأطفال ودار أيتام ومدرسة ومسرح محلي للعب للأطفال والموظفين – انضم اثنان من الموسيقيين المتجولين إلى الدين أثناء المؤتمر. في نهاية عام 1985 شاركت كوستاريكا في رعاية القرار 40/141 للجمعية العامة للأمم المتحدة والذي تم اعتماده بأغلبية 53 صوتًا مقابل 30 صوتًا وامتناع 45 عن التصويت بشأن حالة حقوق الإنسان في إيران على الرغم من أن عددًا من الوفود العربية والإسلامية أوضحت أنها ستدعم القرار إذا، وفقط إذا، تم حذف الإشارات إلى البهائيين. وفي نفس الوقت تقريبًا، استضاف البهائيون في كوستاريكا حفل عشاء لتوزيع جوائز حقوق الإنسان، حيث تم منح الجوائز للويس ديميتريو تينوكو كاسترو، المندوب الأصلي من كوستاريكا لتأسيس الأمم المتحدة، وأول من وقع على البيان الأول بشأن حقوق الإنسان الذي قدمته الأمم المتحدة. في عام 1987، استضاف البهائيون حدثًا في المركز الوطني بدعوة أشخاص من تايوان وكوريا وإندونيسيا في كوستاريكا إلى عشاء بهائي دولي. وفي عام 1987 أيضًا، شارك البهائيون في كوستاريكا في رعاية ندوة حول التعليم الأسري من أجل السلام في جامعة السلام مع جمعية الأصدقاء (كواكر) والتي تم فيها تقديم عدد من الأوراق من مؤلفين من جميع أنحاء أمريكا الشمالية. شارك حوالي 30 بهائيًا من ثماني دول في ندوة مماثلة أقيمت مع خدمة صلاة مشتركة بين الأديان من أجل السلام برعاية (وفي) جامعة السلام وحكومة كوستاريكا في عام 1990 – وتم بث الخدمة المشتركة بين الأديان على الهواء مباشرة في كوستاريكا.

### الأشخاص
روث (ني يانسي) برينجل هي من بين البهائيين الذين قدموا إلى كوستاريكا، وانتقلت في عام 1953 وعاشت في العديد من بلدان أمريكا اللاتينية وشغلت مناصب مختلفة حتى تم تعيينها كمستشارة قارية في عام 1980 ثم عاشت العديد من سنواتها الأخيرة في كوستاريكا حتى وفاتها في عام 2003. سيسيليا كينج بليك هي من بين أولئك الذين استمروا في الوصول والعيش هناك منذ سبعينيات القرن العشرين، ويُذكر أنها كانت ذات تأثير على نمو الدين في جميع أنحاء كوستاريكا والدول المجاورة. قامت يد القضية روحيه خانوم بزيارة كوستاريكا في عام 1981 كجزء من زيارتها لست دول في أمريكا الوسطى. وفي كوستاريكا، التقت بالرئيس رودريجو كارازو أوديو، أحد مستشاريه، وقضت ما يقرب من ساعة مع زوجة الرئيس. شاركت أيضًا في مؤتمر نهاية الأسبوع للمؤمنين، وتحدثت في اجتماع عام كبير وعيد الوحدة، وقامت برحلة بالطائرة إلى تالامانكا.

### الشعوب الأصلية
بعد أن رعت الجمعية الوطنية مدرسة هندية لمدة أربعة أيام في أموبري، تالامانكا بالقرب من نهر سيكساولا [الإنجليزية]. في المؤتمر الوطني لعام 1964 كان من بين المندوبين أعضاء من قبيلتي تالامانكا وتيرابا (انظر الشعوب الأصلية في كوستاريكا). في عام 1966 بدأ بناء معهد تعليمي جديد على أرض وقف البهائيين في ألاخويلا، وفي عام 1966 أيضًا رفع المجتمع عدد التجمعات من أربعة عشر إلى عشرين. في فبراير 1970، توجهت عائلة صامويل وتيريزا جارسيا الرائدة وأطفالهما الأربعة، وهم من سكان كوستاريكا الأصليين، إلى منطقة جواناكاستي سعياً لتحديد هوية أعضاء المجتمعات المنقرضة. وفي إبريل 1970، أُعيد تأسيس ثماني جمعيات محلية، وبعد ذلك تم إطلاق عدد من البرامج لتعزيز فهم بعض هؤلاء البهائيين الجدد. في عام 1980، سافر فريقان من البهائيين الأمريكيين الأصليين من ألاسكا وكندا والولايات المتحدة يمثلون 10 قبائل تحت اسم درب النور من الشمال إلى الجنوب بدءًا من منتصف يونيو وقاموا بالتدريس في المكسيك وبليز وكوستاريكا وغواتيمالا وهندوراس وبنما وبوليفيا وتشيلي وبيرو وأخيرًا الإكوادور. أثناء وجودهم في بنما، اجتمعوا مع أكثر من 1000 من البهائيين الغوايميين وانضم إليهم ممثلون من غوايمي وتالامانكا وتيريبي من كوستاريكا واتفقوا على تأسيس مجلس أصلي للقبائل البنمية والكوستارية. في عام 1984، تم إعادة تنفيذ «درب النور» عندما أمضى فريق دولي مكون من خمسة بهائيين 17 يومًا في غواتيمالا؛ وكانوا هنديًا من المابوتشي من تشيلي، وكيتشوا من بيرو، وبريبري من كوستاريكا، واثنين من غوايمي من بنما. في عام 1984، أُقيم مشروع تجميل في مقاطعة غواناكاستي، مستوحى من حدائق البهائيين على جبل الكرمل، بالإضافة إلى قراءة الأدعية. وقد انضم ثلاثون شخصًا إلى الدين خلال المشروع. كانت هناك أيضًا فرصة لتسجيل بعض الصلوات التي يرددها بريبري والتي سيتم بثها على الراديو. استمرارًا لعملية «درب النور» في عامي 1984 و1985، جلب البهائيين الأصليين من كوستاريكا إلى فيراكروز بالمكسيك. في عام 1988، كانت كوستاريكا ممثلة في المجلس القاري الخامس للسكان الأصليين من بين 400 مشارك.

### الشباب
انعقد المؤتمر الدولي الأول للشباب البهائي في كوستاريكا في عام 1972 بعد يومين من زلزال ماناجوا. ومع ذلك، مرت حافلة صغيرة مليئة بالشباب عبر هندوراس بصعوبات طفيفة، وتمكن شابان نيكاراغويان من المرور. بلغ إجمالي الحضور حوالي خمسة وسبعين شخصًا. وشهد عام 1977 أيضًا المرة الأولى التي تم فيها إدخال عوامة بهائية في أحد المهرجانات السنوية في سانتا كروز. انعقد مؤتمر أكبر حضره حوالي 200 شخص في يناير 1978. ثم قام بعض الحضور، برفقة عدد من البالغين، برحلة إلى مقاطعة جواناكاستي حيث تم تأسيس 14 جمعية جديدة خلال فترة قصيرة، ثم قاموا بتوسيع نطاق العمل إلى مقاطعة ميسيتا (انظر سان رامون [الإنجليزية] لذكر هذه المقاطعة النائية) حيث تم إعادة الاتصال بالعديد من المجموعات وانتخبت جمعية جديدة. في عام 1983 اعترف بيت العدل الأعظم بمؤتمري الشباب التوأمين في هندوراس وكوستاريكا اللذين عقدا في أوائل شهر مارس – وهو التحدي الذي يمثل زيادة كبيرة في عدد الشباب البهائيين – ودعاهم إلى النظر في مثال عبد البهاء في التأثيرات الحضارية التي يجب عليهم القيام بها بشكل فردي وجماعي. في خريف عام 1984 تم اختيار موقع دائم للمعهد الوطني للشباب وتم تطوير الخطط ليكون بمثابة مركز للفنون والأداء والزراعة وبرامج التوعية. قام طاقم تلفزيوني مكون من شابين من السلفادور، وبهائي من فنزويلا، ومتطوعين غير بهائيين بتصوير مؤتمر الشباب الدولي في كوستاريكا عام 1988 والذي حضره 120 شخصًا من أجل برنامج سيتم بثه في السلفادور.

### النساء
في أوائل عام 1976، اجتمعت نساء بهائيات من العديد من بلدان شمال أمريكا اللاتينية بما في ذلك كوستاريكا في السلفادور لحضور مؤتمر نسائي برعاية المستشارين القاريين لأمريكا الوسطى، وتضمن الحدث اجتماعات بين البهائيين فقط بالإضافة إلى غير البهائيين المدعوين. ودعا بعض الحضور إلى عقد اجتماعات أخرى، وفي عام 1977 قررت اللجنة الوطنية للمرأة رعاية حفلات الشاي الشهرية في المجتمعات في جميع أنحاء كوستاريكا، واستمرت هذه الاجتماعات حتى عام 1979. وكان الغرض من جلسات الشاي هو إعطاء النساء البهائيات وغير البابويات فرصة لمناقشة دورهن المتغير في المجتمع، وكذلك إعطاء غير البابائيين فرصة لسماع المزيد عن الدين. وقد طلب الرجال الحضور والمساعدة على الرغم من أن محور المناقشات ظل يدور حول دور المرأة والمساواة بين المرأة والرجل. في أوائل عام 1977، عقد مؤتمر غير عادي في ميريدا بالمكسيك، ضم ثلث المؤمنين الأصليين من مختلف أنحاء أمريكا الوسطى ـ وقد سُمح لبعض أفراد أسرهم غير البهائيين بحضور الاجتماع بالكامل. وكانت كوستاريكا وغواتيمالا وهندوراس والمكسيك مناطق ذات أولوية بالنسبة لهم. في أوائل عام 1980، نظمت اللجنة البهائية لتعليم المرأة والطفل معهدًا لمدة يوم واحد حيث شارك فيه مائة طفل تتراوح أعمارهم بين 3 إلى 14 عامًا و35 بالغًا في قرية. في عام 1985، حضر ثمانية وخمسون شخصًا من ستة من المقاطعات السبع مؤتمرًا للنساء البهائيات، والذي كان من المقرر أن يساعد في تعزيز الاتصال بين النساء البهائيات من مختلف المجموعات في كوستاريكا وتوضيح دور المرأة في الدين. تم تقديم عروض تقديمية حول حياة ماي ماكسويل ومارثا روت وتم ذكر النساء البهائيات المحليات اللاتي كن رائدات في كوستاريكا عندما تم تأسيس الدين لأول مرة في كوستاريكا.

### التركيبة السكانية
بحلول عام 1975 كان هناك ثمانية وثلاثون جمعية في جواناكاستي وإجمالي 50 جمعية في جميع أنحاء كوستاريكا. يتكون المجتمع الوطني من مواطني مقاطعات غواناكاستي وبونتاريناس وليمون، والشعوب الأصلية بريبري وكابيكار وغوايمي. يقدر البهائيون عدد أعضائهم في كوستاريكا بنحو 4000 عضو، كما قاموا بتنظيم مجتمعات في أكثر من 30 موقعًا في جميع أنحاء البلاد. تقدر جمعية أرشيفات بيانات الأديان [الإنجليزية] (بالاعتماد على الموسوعة المسيحية العالمية) عدد البهائيين بحوالي 13402.

## وصلات خارجية
- الموقع الرسمي للبهائيين في كوستاريكا